# Jan z Jesenice
Jan z Jesenice († asi 1420) byl český právník, mistr svobodných umění na pražské univerzitě a stoupenec viklefismu. Byl přítelem Jana Husa a jeho advokátem v procesu, který proti němu vedla papežská kurie. 

## Život a působení
Studoval na pražské univerzitě, kde roku 1397 dosáhl hodnosti bakaláře svobodných umění a roku 1407 bakaláře práv. Mistrem svobodných umění se stal roku 1408. Patřil mezi nejaktivnější stoupence Viklefova učení. Roku 1409 spolu s Husem a Křišťanem z Prachatic přispěl k osvobození Štěpána z Pálče a Stanislava ze Znojma (kteří se později stali jejich protivníky) z vězení v Pise. Na univerzitě se s Husem a Jeronýmem Pražským podílel na přípravách dekretu kutnohorského a také obhajoval jeho právoplatnost v traktátu Defensio mandati regis Wenceslai (Obrana mandátu krále Václava).
Roku 1410 odejel jako Husův advokát do Říma, aby ho zastupoval v procesu před papežským soudem. Přitom také studoval práva v Bologni. V průběhu soudu mu však bylo zakázáno Husa zastupovat, roku 1411 dostal zákaz opustit Řím. Na udání Michala de Causis byl sám obžalován z kacířství a uvězněn, ale podařilo se mu uprchnout do Bologne. I tam byl zatčen, ale díky přátelům z univerzity zase osvobozen a dokonce zde získal doktorát, navzdory tomu, že na něj byla v červenci roku 1412 uvalena klatba.
Koncem roku 1412 se vrátil do Čech. V Repetitio pro defensione causae M. Ioannis Hus (Souhrnná obrana pře Mistra Jana Husa) předložil právnické důkazy o protiprávnosti rozsudku nad Husem. Husovu stranu hájil v následujícím roce na synodě a před komisí svolanou králem Václavem IV., kde opět uplatnil svou právnickou erudici. Před cestou na kostnický koncil připravil pro Husa podklady, aby tam mohl lépe obhájit své názory. Podle všeho spolupracoval s Husovými přáteli ze šlechtických kruhů na vypracování listů na Husovu obhajobu a jsou i domněnky, že za ním dokonce do Kostnice tajně přijel.
V říjnu 1415 na něj byla vyhlášena zpřísněná klatba a na Prahu interdikt, protože se v ní zdržoval. V tu dobu to ani pro Prahu, ani pro Jana z Jesenice nemělo téměř žádný význam, navíc nad ním král Václav IV. držel ochrannou ruku. Jesenic sice z Prahy odjel, ale znovu se tam vracel. Sepsal traktát obhajující přijímání z kalicha, který poslal do Kostnice. 25. ledna 1417 se účastnil jednání na pražské univerzitě, které odmítlo výstřelky počínajícího lidového hnutí a obrazoborectví, později vystupoval také proti přijímání dítek a jiným "novotám" táborských kněží. Vedle Křišťana z Prachatic byl hlavním představitelem konzervativního křídla pražských mistrů.
Počátkem roku 1419 vypověděl král Jesenice z Prahy, takže interdikt nad Prahou mohl být 26. února 1419 zrušen. O dalším osudu Jana z Jesenice není mnoho zpráv. Vystupoval ještě proti chiliastickému učení táborů a později padl do rukou Oldřicha z Rožmberka, v jehož vězení zemřel, aniž by se vzdal kalicha.